# Final Four Euroliga 2021
La Final Four fue la etapa culminante de la Euroliga 2020-21, y se celebró entre los días 28 y 30 de mayo de 2021. Las semifinales se disputaron el 28 de mayo y el partido por el campeonato y el de consolación se jugaron el 30 de mayo. Todos los partidos tuvieron lugar en el Lanxess Arena, en la ciudad alemana de Colonia.

## Sede
El 7 de septiembre de 2020, la Euroliga de Baloncesto anunció que la Final Four se celebraría en el Lanxess Arena de la ciudad alemana de Colonia. Dicha sede hubiera albergado la edición del año anterior que debió cancelarse por la Pandemia de COVID-19.
| Colonia            | \| Colonia (Alemania) \| |
| Lanxess Arena      | \| Colonia (Alemania) \| |
| Capacidad: 18 000  | \| Colonia (Alemania) \| |
|                    | \| Colonia (Alemania) \| |
| Colonia (Alemania) |                          |

## Árbitros
El 11 de mayo de 2021 se anunciaron los ocho árbitros que dirigirán los partidos durante la Final Four.
| - Matej Boltauzer - Mehdi Difallah - Juan Carlos García - Olegs Latisevs | - Uroš Nikolić - Saša Pukl - Sreten Radovic - Gytis Vilius |

## Cuadro
|  | Semifinales                      | Semifinales                      | Semifinales        |              |                       | Final                            | Final                            | Final              |  |
|  | 28 de mayo de 2021               | 28 de mayo de 2021               | 28 de mayo de 2021 |              |                       | 30 de mayo de 2021               | 30 de mayo de 2021               | 30 de mayo de 2021 |  |
|  |                                  |                                  |                    |              |                       |                                  |                                  |                    |  |
|  |                                  |                                  |                    |              |                       |                                  |                                  |                    |  |
|  | CSKA Moscow                      | CSKA Moscow                      | 86                 |              |                       |                                  |                                  |                    |  |
|  | CSKA Moscow                      | CSKA Moscow                      | 86                 |              |                       |                                  |                                  |                    |  |
|  | Anadolu Efes Istanbul            | Anadolu Efes Istanbul            | 89                 |              |                       |                                  |                                  |                    |  |
|  | Anadolu Efes Istanbul            | Anadolu Efes Istanbul            | 89                 |              | Anadolu Efes Istanbul | Anadolu Efes Istanbul            | 86                               |                    |  |
|  |                                  |                                  |                    |              | Anadolu Efes Istanbul | Anadolu Efes Istanbul            | 86                               |                    |  |
|  |                                  |                                  | FC Barcelona       | FC Barcelona | 81                    |                                  |                                  |                    |  |
|  | FC Barcelona                     | FC Barcelona                     | FC Barcelona       | FC Barcelona | 81                    | 84                               |                                  |                    |  |
|  | FC Barcelona                     | FC Barcelona                     |                    |              |                       | 84                               |                                  |                    |  |
|  | AX Armani Exchange Olimpia Milan | AX Armani Exchange Olimpia Milan | 82                 |              |                       | Tercer lugar                     | Tercer lugar                     | Tercer lugar       |  |
|  | AX Armani Exchange Olimpia Milan | AX Armani Exchange Olimpia Milan | 82                 |              |                       | Tercer lugar                     | Tercer lugar                     | Tercer lugar       |  |
|  |                                  |                                  |                    |              |                       |                                  |                                  |                    |  |
|  |                                  |                                  |                    |              |                       | CSKA Moscow                      | CSKA Moscow                      | 73                 |  |
|  |                                  |                                  |                    |              |                       | CSKA Moscow                      | CSKA Moscow                      | 73                 |  |
|  |                                  |                                  |                    |              |                       | AX Armani Exchange Olimpia Milan | AX Armani Exchange Olimpia Milan | 83                 |  |
|  |                                  |                                  |                    |              |                       | AX Armani Exchange Olimpia Milan | AX Armani Exchange Olimpia Milan | 83                 |  |
|  |                                  |                                  |                    |              |                       |                                  |                                  |                    |  |

## Resultados

### Semifinales
| 28 de mayo de 2021 – 18:00 (CEST) | CSKA Moscow                                                                  | 86–89                    | Anadolu Efes Istanbul                          | Colonia                                                                                                |  |
|                                   | Parciales: 15-25, 22-24, 18-22, 31-18                                        |                          |                                                | |  |
|                                   | Estadísticas Clyburn 26 Clyburn, Shengelia 7 Hackett, Voigtmann 2 Clyburn 34 | Reporte Pts Reb Asts Val | Estadísticas 25 Micić 8 Şanlı 6 Micić 26 Micić | Pabellón: Lanxess Arena Asistencia: 0 espectadores Árbitros: Saša Pukl Juan Carlos García Gytis Vilius |  |

| 28 de mayo de 2021 – 21:00 (CEST) | FC Barcelona                                            | 84–82                    | AX Armani Exchange Olimpia Milan                     | Colonia |  |
|                                   | Parciales: 27-14, 24-18, 16-29, 17-11                   |                          |                                                      | |  |
|                                   | Estadísticas Mirotić 21 Mirotić 6 Calathes 6 Mirotić 28 | Reporte Pts Reb Asts Val | Estadísticas 23 Punter 7 Delaney 4 Delaney 21 Punter | Pabellón: Lanxess Arena Asistencia: 0 espectadores Árbitros: Sreten Radović Matej Boltauzer Oļegs Latiševs |  |

### Tercer lugar
| 30 de mayo de 2021 – 17:30 (CEST) | CSKA Moscow                                                           | 73–83                    | AX Armani Exchange Olimpia Milan                                    | Colonia |  |
|                                   | Parciales: 20-23, 20-11, 20-23, 23-16                                 |                          |                                                                     | |  |
|                                   | Estadísticas Shengelia 18 Shengelia 9 Shengelia, Ukhov 3 Shengelia 26 | Reporte Pts Reb Asts Val | Estadísticas 14 Rodríguez, Micov 7 Shields 6 Rodríguez 16 Rodríguez | Pabellón: Lanxess Arena Asistencia: 0 espectadores Árbitros: Juan Carlos García Mehdi Difallah Uroš Nikolić |  |

### Final
| 30 de mayo de 2021 – 20:30 (CEST) | Anadolu Efes Istanbul                                    | 86–81                    | FC Barcelona                                           | Colonia                                                                                            |  |
|                                   | Parciales: 15-22, 24-14, 26-22, 21-23                    |                          |                                                        | |  |
|                                   | Estadísticas Micić 25 Moerman 8 Micić 5 Micić, Larkin 25 | Reporte Pts Reb Asts Val | Estadísticas 23 Higgins 11 Davies 3 Bolmaro 23 Higgins | Pabellón: Lanxess Arena Asistencia: 0 espectadores Árbitros: Saša Pukl Oļegs Latiševs Gytis Vilius |  |

| Campeones de la Euroliga 2020-2021 |
| ---------------------------------- |
| Anadolu Efes Istanbul 1r título    |